# Fredrik Björck
Bo Fredrik Björck (Kållered, 22 ottobre 1979) è un ex calciatore svedese, di ruolo difensore.

## Carriera

### Club
Björck iniziò la carriera con la maglia del Västra Frölunda. Nel 2003, passò all'AIK: debuttò per il nuovo club il 6 aprile dello stesso anno, subentrando ad Andreas Alm nel successo per tre a zero sull'Enköping. Il 7 luglio andò a segno per la prima volta con la nuova maglia: fu lui a siglare il momentaneo uno a zero in casa del Göteborg (l'AIK si impose poi per due a zero). Nel 2005 si trasferì all'Helsingborg in prestito, per esordire nella sconfitta per tre a zero contro l'Häcken (sostituì Andreas Dahl).
Passò in seguito all'Elfsborg. La prima partita segnò anche il debutto nelle competizioni europee per club del calciatore: il 17 luglio 2007 giocò infatti nel primo turno preliminare contro il Linfield. Il 18 agosto segnò l'unica rete in campionato per l'Elfsborg, nel cinque a uno sul GAIS.
Nel 2008 si trasferì in Danimarca, per giocare con l'Esbjerg. Esordì il 16 marzo, giocando nel quattro a zero sul Viborg. Il 4 maggio segnò nel tre a due sul Randers. Il 4 febbraio 2010 fu ufficializzato il suo passaggio al Tromsø. Debuttò il 14 marzo, nel successo per due a zero sull'Hønefoss. Il 26 aprile segnò la prima rete in Norvegia, nel tre a due in casa del Molde.
L'8 ottobre 2012 fu ufficializzato il suo ritorno in patria, per militare nelle file dell'Häcken a partire dal 1º gennaio successivo.
Dopo due anni trascorsi in Allsvenskan, di cui l'ultimo chiuso con sole 6 presenze all'attivo, dal 2015 scese in terza serie per militare nell'Örgryte, altra formazione della città di Göteborg, nonché sua ultima squadra da giocatore.

## Palmarès

### Club

#### Competizioni nazionali
- Coppa di Svezia: 1

Helsingborg: 2006